# Kecamatan Sangtombolang
Kecamatan Sangtombolang är ett distrikt i Indonesien.   Det ligger i provinsen Sulawesi Utara, i den nordöstra delen av landet, 2 000 km öster om huvudstaden Jakarta.